# Skip Alexander
Stewart Murray Alexander Jr (Philadelphia, 6 augustus 1918 - Saint Petersburg, 24 oktober 1997) was een Amerikaans golfprofessional. Hij werd Skip genoemd.
Hoewel Alexander geboren was in Philadelphia, groeide hij op in North-Carolina. Hij studeerde aan de Duke University van 1937-1940. 

## Spelersloopbaan
Alexander won in 1941 het North and South Amateur waarna hij professional werd. In 1946 won hij het Carolinas Open en het Gainesville Open waarna hij op de Amerikaanse PGA Tour ging spelen. Zijn topjaar was 1948, hij behaalde dat jaar twee overwinningen en werd 11de bij het US Open.

### Overwinningen

#### Individueel
- 1941: North and South Amateur
- 1946: Carolinas Open, Gainesville Open
- 1948: Tucson Open, National Capital Open
- 1950: Empire State Open

#### Teams
- 1949: Ryder Cup
- 1951: Ryder Cup

### Ongeluk
In 1950 viel hij met een vliegtuig naar beneden. Drie andere inzittenden overleden maar hij slaagde erin zich uit het wrak te bevrijden. Van zijn lichaam was 75% bedekt met brandwonden, hij werd twintig keer geopereerd. Toen hem verteld werd dat de gewrichten in zijn handen vastgezet moesten worden, liet hij een golfclub brengen zodat zijn hand in een goede vorm vastgezet zou worden zodat hij zou kunnen blijven spelen. In 1951 hielp hij het Amerikaanse Ryder Cup team opnieuw aan de overwinning.

## Coachloopbaan
Kort hierna stopte hij met spelen en werd coach. Hij werd in 1951 head-pro op de Lakewood Country Club in Saint Petersburg, Florida,  en startte een gezin. Zijn zoon Buddy en zijn kleinzoon Alexander zijn ook professional geworden. Hij was gedurende 33 jaar head-pro op Lakewood en woonde in een huis naast de achtste green.

## Onderscheidingen
- In 1959 ontving Skip Alexander de Ben Hogan Award. Deze is bestemd voor golfers die een lichamelijk drama overwinnen en hun weg naar golf weer terugvinden.
- In 1986 werd Alexander opgenomen in de Carolina Golf Hall of Fame.
- In 1987 werd Alexander opgenomen in de North Carolina Sport Hall of Fame en de Duke Hall of Fame.